# 谷口けい
谷口 けい（たにぐち けい、1972年7月14日 - 2015年12月22日）は、日本の女性登山家、アルパインクライマーの第一人者。自身では“世界の山を巡る旅人”と称していた。本名、谷口桂。

## 概要
和歌山県和歌山市生まれ。千葉県我孫子市育ち。アルパインクライマー。
小学校時代に冒険家植村直己の著書と出会い、大人になったら植村の消えたデナリに登りに行こうと決めていた。
10代前半はあまり快活ではなかったが、高校3年でアメリカに留学し、活発な性格が開花する。親の資金援助を一切受けず明治大学の二部文学部史学地理学科に入学し、昼は働き夜に講義を受ける学生生活を送る。またサイクルツーリングクラブに所属し、自転車で日本と世界を積極的に旅する。「女性だからできない」と言われるのがとにかく嫌いで、周囲に無理だと言われた片道306kmを走る自転車ロードレース東京‐糸魚川ファストランに女性として初めて参加をした事もあった。大学卒業後に広告会社に就職し、しばらくOL生活を送る。アルバイト時代からの交友関係で山行が増え、技術を高めるべく山岳会(京葉山岳会)に入会する一方、過酷なアドベンチャーレースにも参加するようになる。
広告会社は2年半で退職。野口健環境学校プログラムファシリテーター、山岳ツアー会社契約ツアーリーダー、日本山岳協会自然保護指導員、東京都山岳連盟遭難対策委員兼救助隊等、教育、野外活動の分野で幅広い経験と実績を積む。
2002年より、野口健エベレスト清掃隊、マナスル清掃隊に参加、2006年マナスル登頂、2007年エベレスト登頂。それと並行し、ゴールデンピーク(7,200m)、ライラピーク(6,200m)、シブリン(6,543m)、カメット(7,756m)に新ルートからアルパインスタイルで登攀を成功させる。
2008年、登山パートナーの平出和也とともにカメット未踏ルート南東壁初登攀により、2009年に女性では史上初となるピオレドール賞(第17回)を受賞した。平出とは2004年から2013年まで主なもので8回ともにした。
株式会社IWNC研修プログラムファシリテーター、野外研修ファシリテータ―、山岳ツアーリーダー、アドベンチャーレーサー、アルパインクライマー、東京都山岳連盟レスキューリーダー、日本山岳協会自然保護指導員、国立登山研修所講師を務めた。
2015年12月21日午後2時50分ごろ、北海道上川郡上川町の大雪山系黒岳（1984メートル）の北壁を男性4人との5人パーティーで登攀中、山頂付近で用を足すためロープを外し仲間から見えない岩陰へ移動した後に滑落。岩陰には両手の手袋が残されていた。悪天候のため捜索が難航したが、翌22日午前9時35分頃、登攀終了点より約700m下の黒岳沢において、北海道警山岳遭難救助隊とともに捜索していた登山仲間により雪に埋もれ心肺停止の状態で発見された。道警のヘリで収容後旭川医科大学に搬送され、死亡が確認された。死因は脳挫傷であった。奇しくも、谷口が登山を始めるきっかけとなった植村と同じ43歳で生涯を閉じた。
野口健は谷口の死に関して、自身のウェブサイト上で、「先鋭的な登山を続けていれば一部の例外を除いて時間の問題でいつかは死ぬ。谷口のハードな登山スタイルにこの日が訪れるのではと怯えていた」と記した。

## 経歴
- 1972年7月14日 - 和歌山県和歌山市に生まれる。東京大学法学部卒で大手鉄鋼メーカーに勤務の父とディスプレイデザイナーの母による、2男1女の真ん中である[4]。
- 1979年4月 - 我孫子市立我孫子第四小学校入学。
- 1980年 - 小学校2年で磐梯山に登頂。3、4年生の頃から父親について行き奥多摩や奥秩父の山にも登る。
- 1985年4月 - 我孫子市立白山中学校入学。
- 1988年4月 - 千葉県立小金高等学校入学。夏休みの2週間、アメリカコロラド州にホームステイ。
- 1990年 - 高校3年の夏より、アメリカカンザス州の「Lyons High School」に約1年間留学。バイク・アクロス・カンザスに参加し、自転車でカンザス州を横断する。
- 1991年 - 5月、カンザスの高校を卒業。7月1日、小金高校で一人だけの卒業式をしてもらう。親元を離れて一人暮らしを始め、アルバイトでの自活を試みる。大学受験は見送る。
- 1992年4月24日 - ティーサーブの「Messenger No.9」として走り始める。大学入学金・学費、生活費・旅費の全てを一人で稼ぐ。夏、友人と伊豆七島をキャンプしながら巡る。
- 1993年4月 - 明治大学文学部史学地理学科入学。植村直己卒の山岳部も覗いたが雰囲気が合わず、サイクリスツツーリングクラブ（MCTC）に入部する。アルバイトで学費と生活費と旅費を捻出し、自転車旅行を満喫する。
- 1995年 - 2月、ニュージーランド南島を自転車ツーリングする。15日、カワラウ渓谷でバンジージャンプを飛ぶ。
- 1995年 - 6月、東京‐糸魚川ファストランに出場し、総合3位。夏休み、スペインからモロッコを旅し、モロッコの砂漠を一人でツーリングする。
- 1996年 - 3月、友人と沖縄をバイクツーリングし、西表島を訪れる。8月、北海道をバイクツーリングし、羊蹄山と羅臼岳を登山する。礼文島も訪れ、徒歩で横断する。
- 1997年 - 「大学五カ年計画」を打ち出し、留年して旅を続ける。ニュージーランド南島自転車ツーリングなど。
- 1998年3月 - 明治大学文学部卒業。
- 1999年 - ティーサーブの届け先で求人していた共同ピーアールに応募し採用され、OL生活を送る。ティーサーブ時の友人らと山行会を結成し、北アルプスに足を運ぶ。
- 2000年 - 山行のスキルアップを図り、東京都山岳連盟の「京葉山の会」に入会する。
- 2001年 - 共同ピーアールを退社。春、マッキンリー(6,193m/アメリカ)に2日連続で登頂。夏、伊豆アドベンチャーレース優勝。秋、ニュージーランドでのエコ・チャレンジに田中正人らと参加し、11位。
- 2002年 - 春、テレビ番組の企画でガングロ女子高生、野口健とともに北八ヶ岳天狗岳に歩荷のアルバイトで登る。野口と親しくなり、野口健エベレスト清掃隊2002に参加。ベースキャンプでマネージャー業務に就き、米国留学で培った英語力も駆使して隊を支える[4]。秋、日本山岳耐久レースに出場し、女子3位。
- 2003年 - 野口健エベレスト清掃隊2003に参加。C3、7300mまで登攀。秋、グアムエクストリームアドベンチャーレース3位。
- 2004年 - ゴールデンピーク[北西稜](未踏ルート/7,027m/パキスタン)初登頂。（平出和也,谷口けい)
- 2004年 - ライラピーク[東壁](未踏ルート/6,200m/パキスタン)初登頂。(平出和也,谷口けい)
- 2005年9月5日 - ムスターグアタ[東稜](7,569m/新疆ウイグル自治区)登頂。(平出和也,谷口けい)
- 2005年10月12日 - シブリン[北壁](未踏ルート/6,543m/インド)初登頂。(平出和也,谷口けい)
- 2006年5月16日 - マナスル(8,163m/ネパール)登頂。(野口健マナスル清掃登山隊:谷口けい)
- 2007年5月17日 - エベレスト[北壁](8,848m/チベット)登頂。(野口健チョモランマ清掃隊:野口健,平賀淳,谷口けい)
- 2008年10月5日 - カメット[南東壁](未踏ルート/7,756m/インド)初登攀。
- 2008年 - カメット峰未踏の南東壁登攀が評価され、パートナー平出和也とともに「第17回ピオレドール賞(金のピッケル賞)」を女性初受賞。
- 2009年 - 読売新聞日本スポーツ賞受賞。
- 2011年5月2日 - フランシス峰[南西稜](3,185m/アメリカカヒルトナ氷河（英語版）)登頂。(信州大学山岳会隊:花谷泰広,谷口けい)[12]
- 2011年5月7日 - カヒルトナクイーン[西壁](3,773m/アメリカ・カヒルトナ氷河)登頂。(信州大学山岳会隊:花谷泰広,谷口けい)[12]
- 2011年5月24日 - マッキンリー[ウエストバットレス](6,194m/アメリカ)登頂。(信州大学山岳会隊:花谷泰広,谷口けい,宮西広太郎,大木信介)[12]
- 2011年6月9日-17日 - カヒルトナピーク(西峰4,000m/東峰4,100m/アメリカ・カヒルトナ氷河)縦走。(信州大学山岳会隊:花谷泰広,谷口けい)[12]
- 2011年10月9日 - ナニムニ[南東壁](7,694m/チベット)登頂。(平出和也,谷口けい)
- 2012年 - アネト山(3,404m/フランス)登頂。この登山はNHK『グレートサミッツ』で放送された。
- 2014年春、アラスカルース氷河（英語版）にて4本の新ルートを開拓。9月29日 - 人類未踏峰のムスタンマンセイル峰(6,242m/ネパール)に日本の女子大生4名と共に初登頂し、世界を舞台に活躍する冒険家たちをたたえる「第6回ファウストA.Gアワード」の挑戦者賞に選ばれた[13][14]
- 2015年12月21日 - 北海道大雪山系の黒岳にて登山中に滑落し、行方不明となる[1]。翌22日心肺停止状態で発見され、病院にて死亡確認。43歳没[1]。
- 2016年3月13日 - 青山葬儀所において「谷口けいを偲ぶ会」が催され、500人以上が列席した。また、当時の皇太子より小菊の花籠が供された[15]。
- 2016年12月22日 - 一周忌当日、「谷口けい冒険基金」が設立された[16]。

## TV出演等
- 2013年1月28日 NHK BSプレミアム『世界の名峰グレートサミッツ』「女子トップクライマー ピレネー縦断の旅」[17]

## 谷口けい冒険基金
谷口が生前遺した約700万円の貯金や寄付を原資として、資金繰りの難しい若手冒険家の遠征費用をサポートするべく立ち上げられた。「年2回の募集。1回につき1件の冒険を支援。1件の限度額は30万円を予定」としている。発起人は三浦雄一郎、今井通子、夢枕獏、近藤謙司、田中正人、寺嶋郁夫、花谷泰広、野口健。野口が代表を務めるピークエイドが運営している。

## 関連図書
- 谷口けい出演『アドバンス山岳ガイド 剱岳八ツ峰』DVD (2010/6/18,山と渓谷社) ISBN 978-4635912471
- 谷口けい出演『アドバンス山岳ガイド 前穂北尾根北穂東稜』DVD (2009/5/26,山と渓谷社) ISBN 978-4635912501
- 大石明弘『太陽のかけら ピオレドール・クライマー 谷口けいの青春の輝き』（2019/1/5,山と渓谷社）ISBN 978-46353 40342